# Centro de Futebol Zico de Brasília
Pour les articles homonymes, voir CFZ.
Maillots
Le Centro de Futebol Zico de Brasília (CFZ-DF) est un club brésilien de football fondé par Zico en août 1999 à Brasilia (District fédéral) comme une filiale du Centro de Futebol Zico de Rio fondée en 1996 par le même joueur à Rio de Janeiro (CFZ-RJ).

## Historique
Après avoir connu le Championnat de Brasilia jusqu'en 2006, le club est relégué en deuxième division du championnat de Brasilia, puis en troisième division en 2008. 
Le club retrouve au terme de la saison 2008 la deuxième division du championnat de Brasilia.

## Palmarès
- Championnat de Brasilia de football
  - Champion : 2002